# Christentum im Irak

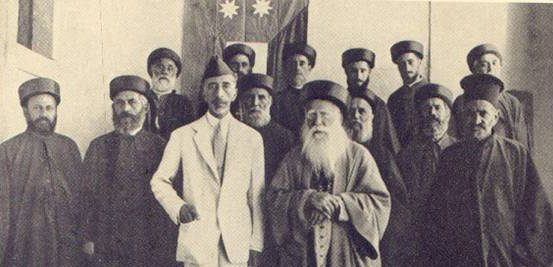
Iraks König Faisal mit chaldäischen Bischöfen und dem Patriarchen Joseph Emmanuel II. Toma

Die Christen im Irak bilden unter den Religionsgemeinschaften im Irak eine kleine religiöse und ethnische Minderheit, wobei etwa 95 % der irakischen Christen zur indigenen Ethnie der Suraye gehören (auch bekannt als Assyrer, Chaldäer und Aramäer) und 3 % Armenier sind.
Vor der Eroberung durch den Islam im 7. Jahrhundert bildeten sie die Mehrheitsbevölkerung im Gebiet des heutigen Irak. Durch die islamische Expansion wurden sie zur Minderheit. Kirchengeschichtlich entstammen die Christen im Irak überwiegend dem syrischen, daneben vor allem dem armenischen Christentum. Die Christen im Irak, ähnlich wie die Christen in Ägypten (Kopten), befinden sich hierbei in einer doppelten Minderheitenrolle: Zum einen bilden sie eine religiöse Minderheit, zum anderen ist diese auch identisch mit einer indigenen ethnischen Minderheit der syrisch-aramäischsprachigen Bevölkerung. Aramäisch wurde im Zuge der Islamisierung mehr und mehr durch das Arabische ersetzt, so dass es sich vielfach nur noch als Kirchensprache erhalten hat.

## Geschichtliche Aspekte

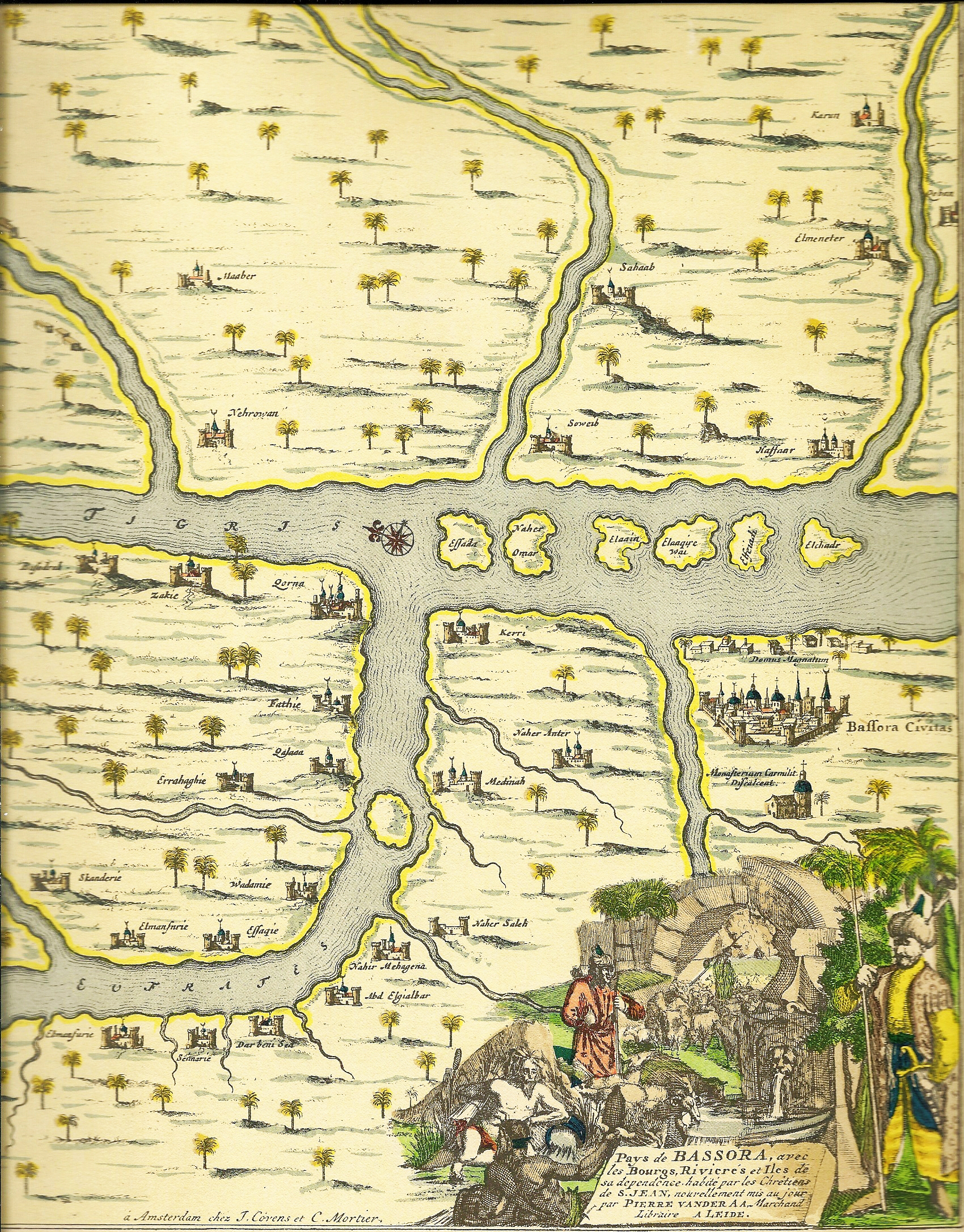
Anfang des 17. Jahrhunderts gestattete Emir Afrasiyab katholischen Portugiesen die Errichtung einer Kirche vor Basra

Das Gebiet des heutigen Irak wurde in der Bibel erwähnt, insbesondere im Alten Testament. Das Paradies der Schöpfungsgeschichte und die Sintflut wurden in einem Teil Mesopotamiens lokalisiert. Die Sippe Abrahams soll aus der Gegend von Ur stammen – dem früher sumerischen Chaldäa. Vor der Zeitenwende war dieser Name auch für Sterndeuter persischer oder zoroastrischer Herkunft gebräuchlich (siehe auch Stern der Weisen). Im Frühchristentum breitete sich das Christentum über den ganzen Nahen Osten aus und führte auch im römischen, byzantinischen und im Sasanidenreich zu einer großen Zahl von Gemeinden unter der Leitung von Bischöfen. Oberster Bischof war der Katholikos, der in der Hauptstadt residierte, unter den Sasaniden in Seleukeia-Ktesiphon, in islamischer Zeit in Bagdad oder in bzw. bei Mossul. Innerkirchliche Auseinandersetzungen der Spätantike, Bevölkerungsbewegungen und neuzeitliche abendländische Unionsbemühungen führten zur Bildung konkurrierender Kirchengemeinschaften, die das heutige Bild des Christentums im Irak mitbestimmen.

## Die Kirchen im Irak

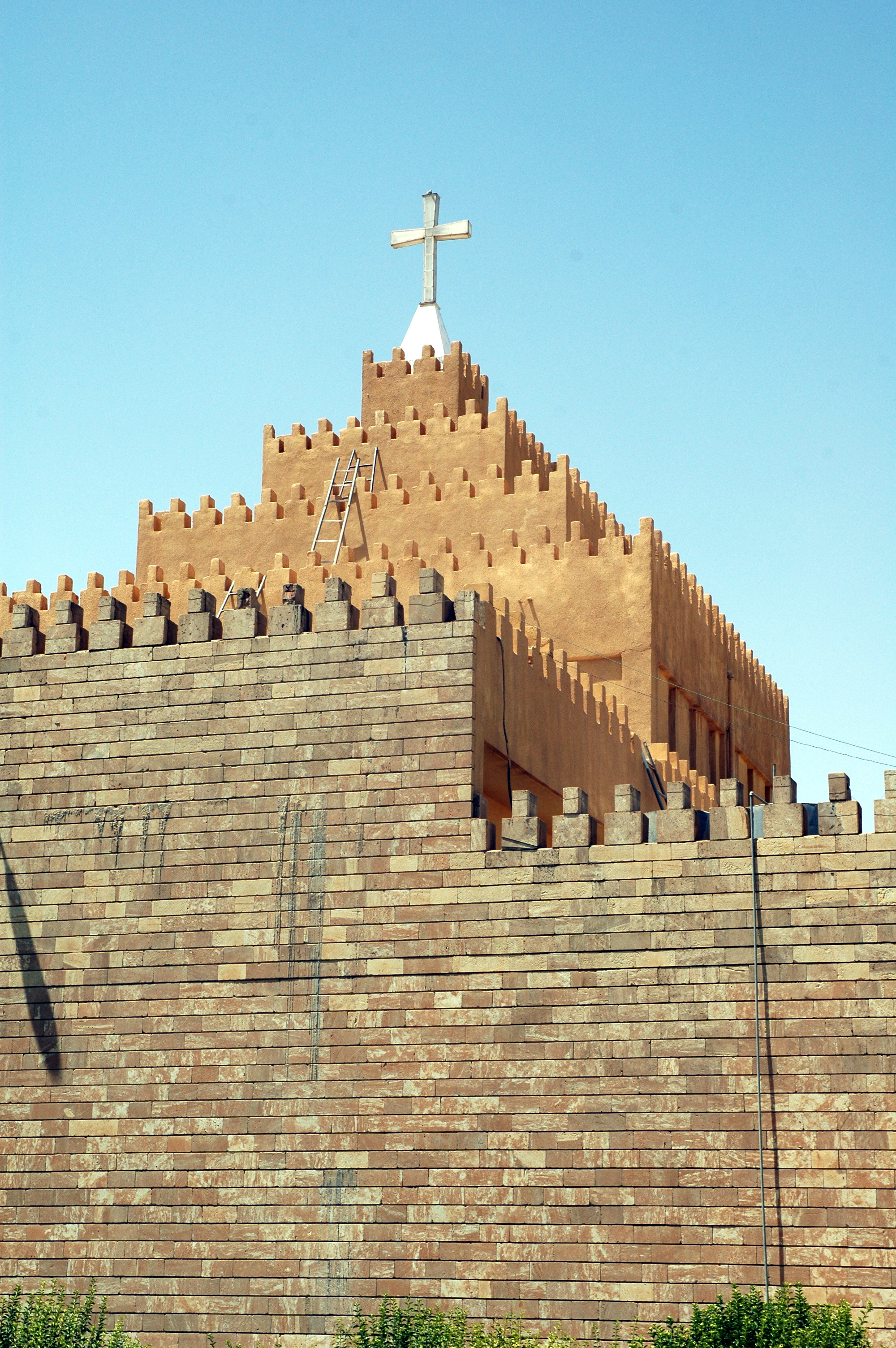
Chaldäisch-katholische Kathedrale Mar Yousif im kurdischen Erbil

Die wichtigsten heutigen Kirchenorganisationen sind:
- Das Patriarchat von Bagdad der Chaldäisch-katholischen Kirche mit ostsyrischer Liturgie, zum Teil in arabischer Sprache. Ihre Mitglieder werden Chaldäer genannt. Der Patriarch steht zugleich der Diözese Bagdad vor. Weitere Bistümer sind: Alqosch, Amediye, Aqra, Arbela, Basra, Kirkuk, Mossul, Zaxo. Ein Patriarchalseminar gibt es in Bagdad, ein von den Dominikanern geleitetes in Mossul.
- Die Assyrische Kirche des Ostens (auch Nestorianer) und deren Absplitterung Alte Kirche des Ostens mit ostsyrischer Liturgie. Ihre Anhänger bezeichnen sich vorzugsweise als Assyrer. Für sie wirken Bischöfe in Bagdad, Dohuk, Kirkuk und Mossul, darunter Katholikos Addai II.
- Die Syrisch-Orthodoxe Kirche von Antiochien, im hiesigen Gebiet vormals organisiert als „Maphrianat des Ostens“, mit westsyrischer Liturgie. Ihre Angehörigen nennt man heute, besonders in der Diaspora, gerne Aramäer. Sie haben Bischöfe mit Sitz in Bagdad (Kathedrale St. Peter und Paul), im frühkirchlichen Mor-Mattai-Kloster, in Mossul und ebendort ein Seminar.
- Die Syrisch-katholische Kirche besitzt ein Erzbistum in Bagdad und eines in Mossul.
- Die Armenische Apostolische Kirche mit einem Erzbistum des Katholikats Etschmiadsin in Bagdad mit armenischer Liturgie. Primas: Erzbischof Avak Asadourian.
- Die Armenisch-katholische Kirche mit einem Erzbistum in Bagdad mit armenischer Liturgie.

Daneben gibt es im Irak mehrere Diasporagemeinden, darunter lateinische Katholiken und verschiedene protestantische Gruppierungen.

## Anzahl

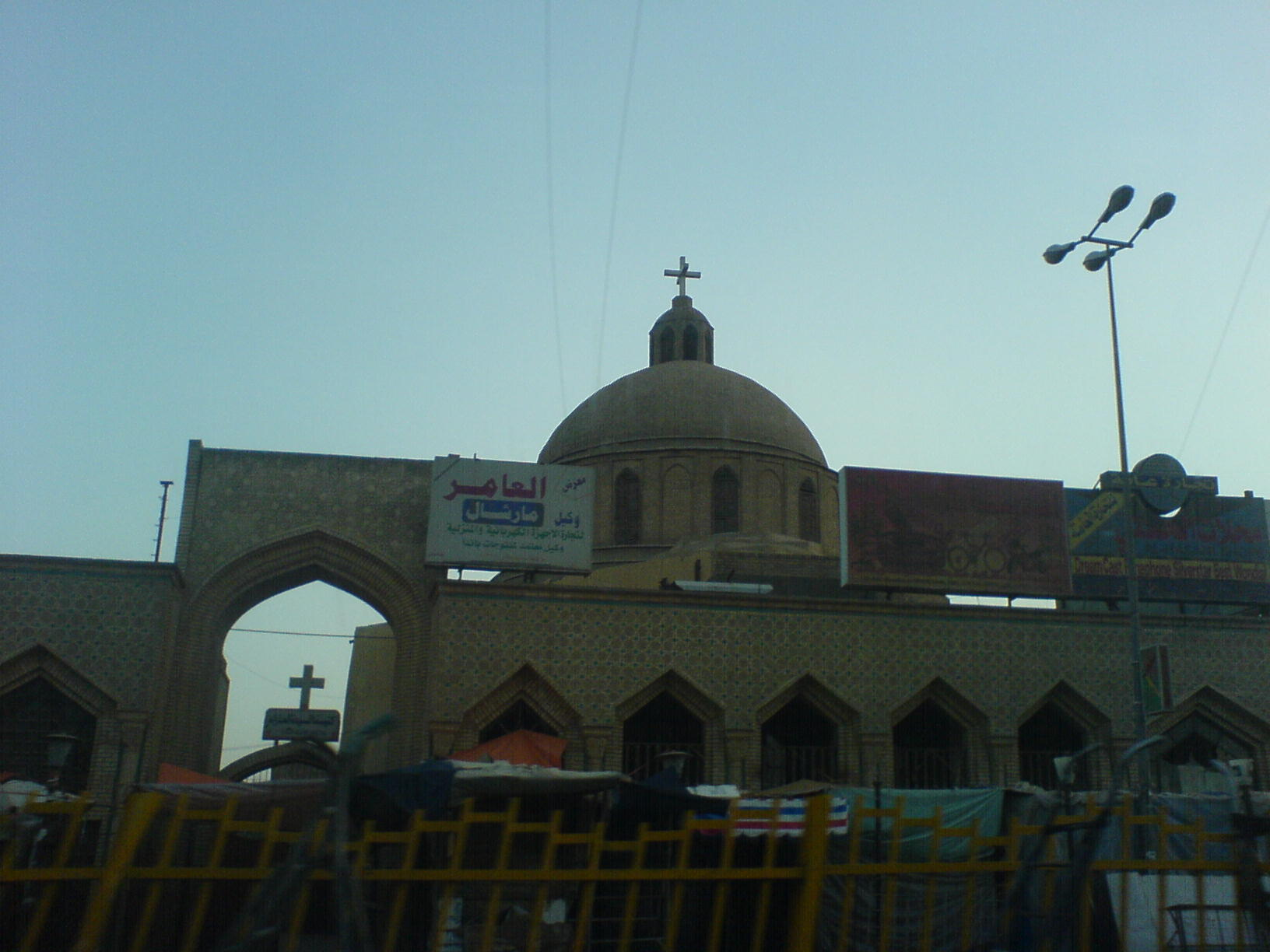
Kirche in Bagdad

Im Irak – dem Kernland des früheren Mesopotamien – stellten die Christen seit dem 1. Jahrhundert einen zunehmenden Anteil der Bevölkerung, der erst nach dem Vordringen des Islam im 7. Jahrhundert deutlich zurückging. Zahlreiche irakische Christen flohen aus wirtschaftlichen und politischen Gründen. Im Jahre 2003 wurde der Anteil der Christen im Irak mit acht Prozent, 2007 mit zwei Prozent der Gesamtbevölkerung (ca. 29 Millionen) angegeben, was etwa einem Rückgang von zwei Millionen auf 580.000 Menschen entspricht. Etwa 1,5 Millionen flüchteten innerhalb von zehn Jahren nach Syrien bzw. Jordanien.
Für 2009 wurde die Zahl der irakischen katholischen Christen auf knapp 294.000 beziffert, welche ihrerseits 80 % der christlichen Gemeinschaft des Irak stellen. Damit hätte die Zahl der Christen im Irak die 1-Prozent-Marke unterschritten. Der Anteil der Christen belief sich nach Schätzungen des CIA World Fact Book Mitte 2015 nur noch auf 0,8 %. Viele irakische Christen machen sich daher um die zukünftige Existenz ihrer Gemeinden Sorgen, da der Exodus weiterhin anhält.

## Siedlungsgebiete
Nach den Mongoleneinfällen im 12. Jahrhundert zogen sich die Christen des heutigen Irak auf den Norden zurück, das Hakkari-Gebirge, Wohnsitz der semi-autonomen Assyrer-Stämme, und die Ebenen von Mossul und Urmia (Iran). Im Gefolge des Ersten Weltkrieges wurde das Gebirge und das Gebiet um Urmia von Christen weitgehend entvölkert. Die Überlebenden flüchteten zum Teil ins Ausland (Syrien, UdSSR, USA usw.). In der zweiten Hälfte des 20. Jahrhunderts zogen die Christen des Irak zunehmend in die sicher scheinenden Städte, auch in die Hauptstadt Bagdad, das zu einem wichtigen Christenzentrum wurde, in dem sich auch die Kirchenführungen niederließen. Im Gefolge der jüngsten Irakkriege ist, neben Flucht oder Auswanderung in fremde Staaten, ein erneuter Rückzug in den nördlichen Landesteil zu beobachten. Dort stellen die Christen in der Ninive-Ebene die Bevölkerungsmehrheit dar.

## Gegenwartslage
Unter dem Regime von Saddam Hussein hatte die Religionsfreiheit der Christen keinen schlechten Stand. Seiner Regierung gehörten auch christliche Minister wie der Assyrer Tariq Aziz an; die Regierung förderte seit 1972 die Pflege der aramäischen Sprache. Andere aus christlichen Familien stammende Politiker wie Michel Aflaq oder Elias Farah wurden als Baath-Ideologen hochgeehrt. Jedoch verstaatlichte die Regierung 1974 alle christlichen Privatschulen.
Die seit 2005 zunehmenden Kämpfe zwischen Schiiten und Sunniten sowie der islamistische Terrorismus im Irak machen nach Mitteilung chaldäisch-katholischer Bischöfe die dortige Lage der Christen immer bedrohlicher. Die meisten flohen in die Nachbarländer Syrien und Jordanien, in die Türkei, den Libanon, nach Europa oder in die USA.
Erzbischof Louis Raphaël I. Sako von Kirkuk teilte 2006 mit, lediglich im Kurdengebiet sei die Situation noch erträglich. „Es gibt dort Städte, in denen sich die Zahl der Christen innerhalb von drei Jahren verdoppelt hat.“ Der Nordirak wird seit Mai 2007 vom deutschen Innenministerium nicht mehr als inländische Fluchtalternative für Christen aus dem Irak angesehen. Andere Beobachter wie die Gesellschaft für bedrohte Völker (GfbV) zeichneten dagegen sogar ein noch negativeres Bild der Situation der irakischen Christen und rechneten mit einem Ende der fast 2000-jährigen Geschichte der Christen auf dem Gebiet des heutigen Irak.

### Chronologie der schwersten Übergriffe gegen die Christen seit 2003
- 1. August 2004: Sechs Autobomben explodieren innerhalb weniger Minuten vor fünf christlichen Kirchen, vier in Bagdad und eine in Mossul. 18 Tote und etwa 60 Verletzte sind zu beklagen.
- 29. Januar 2006: Eine Serie koordinierter Explosionen in der Umgebung von Kirchen und christlichen Gebäuden in Kirkuk und Bagdad tötet drei Personen und verletzt neun.
- 9. Oktober 2006: Der syrisch-orthodoxe Priester Paulos Iskandar wird in Mossul entführt. Zwei Tage später wird er enthauptet gefunden.
- 26. November 2006: Monther Saqa, Pastor einer evangelikalen Kirche in Mossul, wird entführt und einen Tag später tot aufgefunden.
- 3. Juni 2007: In Mossul wird der Pfarrer Ragheed Aziz Ghanni überfallen, dessen Pkw von bewaffneten Männern angehalten wird. Der Priester und drei ihn begleitende Subdiakone werden ermordet.
- 6. Januar 2008: Die chaldäische St.-Paulus-Kirche in Mossul wird durch eine Explosion fast zerstört; es werden auch eine nestorianische Kirche und das Dominikanerinnenkloster Jadida getroffen. Drei Tage später explodiert eine Autobombe gegen die chaldäische Heilig-Kreuz-Kathedrale und die Sankt-Epräm-Kirche der Syrisch-Orthodoxen.
- 29. Februar 2008: Der chaldäische Erzbischof von Mossul, mons. Paulos Faraj Rahho, wird entführt; seine drei Begleiter werden an Ort und Stelle ermordet. Die Leiche des Erzbischofs wird am 13. März aufgefunden. In den folgenden Monaten werden noch Tausende christliche Familien fliehen, vor allem in den Libanon oder nach Syrien.[9]
- 5. April 2008: In Bagdad wird der syrisch-orthodoxe Priester Youssef Adel durch Schusswaffen getötet.[10]
- 31. Oktober 2010: 52 Tote nach einer Geiselnahme in der Sayidat-al-Nejat-Kathedrale in Bagdad[11]

### Exodus
Das UNO-Flüchtlingskommissariat UNHCR berichtete im März 2007, dass Christen im Irak ihres Lebens nicht mehr sicher seien: Religiös motivierte Gewalttaten nehmen im Land weiter zu. Daher versuchen jeden Monat Christen das Land zu verlassen, um den vielfältigen Christenverfolgungen zu entgehen. Nach Roland Schönbauer (UNHCR-Österreich) habe im Irak die Gewalt gegen Christen und ihre Kirchen seit Jahresbeginn explosionsartig zugenommen, was einen regelrechten Exodus orientalischer Christen zur Folge habe. Laut einem Bericht von Le Monde im März 2008 hatten von den rund 700.000 irakischen Christen, die noch vor dem Krieg im Irak lebten, etwa die Hälfte ihre Häuser verlassen, fast 180.000 flohen in Nachbarländer. Weiterhin befürchten die Autoren des zitierten Artikels in der französischen Tageszeitung, dass soweit der Exodus anhält bzw. die Gründe für den Exodus anhalten, die seit dem 1. Jahrhundert bestehenden christlichen Gemeinden des Iraks, eine der ältesten christlichen Religionsgemeinschaften überhaupt, bald für immer verschwunden sein könnten. Im Juli 2014 haben die letzten Christen Mossul verlassen.

### Kontingent-Aufnahme in Deutschland
In Deutschland wurde seit Beginn des Jahres 2008 verstärkt über eine Kontingent-Aufnahme von Flüchtlingen aus dem Irak diskutiert, die einer religiösen Minderheit angehören. Vorbild war dabei die Aufnahme der vietnamesischen „boat-people“ in den 70er Jahren. Insbesondere die Menschenrechtsbeauftragte der CDU/CSU-Fraktion Steinbach wie auch Bundesinnenminister Wolfgang Schäuble hatten sich im Vorfeld der Frühjahrs-Innenministerkonferenz positiv dazu geäußert, ebenso der bayrische Innenminister Joachim Herrmann. Im November 2008 einigte sich Deutschland mit der EU und nahm 2500 irakische Christen auf.